# Лаутанская Голица
Лютянская Голица (другие названия — Лютанска Голица, Лаутанская Голица) — гора в Украинских Карпатах, в массиве Полонинский хребет (в северо-западной части массива). Расположена в пределах Ужгородского района Закарпатской области, южнее села Люта.
Высота 1374,9 м. Имеет форму узкого хребта, простирается с юго-востока на северо-запад. Северо-восточные склоны очень крутые. Подножия горы лесную, выше — полонины.
Юго-восточнее горы расположен массив — Полонина Руна.